# Roger (Joinville)
Roger (* vor 1096; † zwischen 1124 und 1132) war Herr von Joinville.

## Leben
Roger war der Sohn des Gottfried II. Herr von Joinville, Graf von Joigny und der Hoderine von Courtenay. Beim Tod seines Vaters um 1096 erbte Roger die väterliche Herrschaft Joinville, während sein Bruder Rainald die Grafschaft Joigny erhielt.
Er nahm am Hofe der Grafen von Champagne den Posten eines Sekretärs ein. Für sie vermittelte und unterzeichnete er Abkommen mit deren Vasallen. Insbesondere schlichtete er den Streit zwischen Graf Arnold von Reynel und der Abtei Montier-en-Der, deren Dörfer von jenem Grafen geplündert wurden. 
Ironischerweise mussten die Mönche dieser und anderer Abteien von Roger selbst gelegentliche Erpressungen und Raubzüge über sich ergehen lassen. Erst nachdem er (wie schon seine Vorfahren) mit der Exkommunikation bedroht wurde, gab er das gestohlene Gut zurück.

## Ehe und Nachkommen
Roger war mit der Adelheid (Adelaide), Schwester des Guido von Vignory, verheiratet. Seine Kinder waren:
- Gottfried III., Herr von Joinville
- Robert († 1178)
- Guido, Bischof von Châlons († 1190)
- Adelheid, Äbtissin von Avenai
- Wilhelm, Ordensbruder
- Beatrix ⚭ Heinrich, Graf von Grandpré